# Кроус-Лендінг (Каліфорнія)
Кроус-Лендінг (англ. Crows Landing) — переписна місцевість (CDP) в США, в окрузі Станіслаус штату Каліфорнія. Населення — 322 особи (2020).

## Географія
Кроус-Лендінг розташований за координатами 37°23′41″ пн. ш. 121°5′4″ зх. д. / 37.39472° пн. ш. 121.08444° зх. д. (37.394738, -121.084359).  За даними Бюро перепису населення США в 2010 році переписна місцевість мала площу 8,21 км², уся площа — суходіл.

## Демографія
Згідно з переписом 2010 року, у переписній місцевості мешкало 355 осіб у 121 домогосподарстві у складі 83 родин. Густота населення становила 43 особи/км².  Було 143 помешкання (17/км²).
Расовий склад населення:
| - 45,6 % — білих - 1,4 % — чорних або афроамериканців - 0,3 % — корінних американців - 51,3 % — осіб інших рас |

До двох чи більше рас належало 1,4 %. Частка іспаномовних становила 69,9 % від усіх жителів.
За віковим діапазоном населення розподілялося таким чином: 27,9 % — особи молодші 18 років, 56,3 % — особи у віці 18—64 років, 15,8 % — особи у віці 65 років та старші. Медіана віку мешканця становила 37,7 року. На 100 осіб жіночої статі у переписній місцевості припадало 107,6 чоловіків;  на 100 жінок у віці від 18 років та старших — 106,5 чоловіків також старших 18 років.
За межею бідності перебувало 20,8 % осіб, у тому числі 54,5 % дітей у віці до 18 років та 0,0 % осіб у віці 65 років та старших.
Цивільне працевлаштоване населення становило 58 осіб. Основні галузі зайнятості: освіта, охорона здоров'я та соціальна допомога — 32,8 %, оптова торгівля — 24,1 %, мистецтво, розваги та відпочинок — 22,4 %.